# کریدور اقتصادی
راهروهای اقتصادی یا کریدورهای اقتصادی (به انگلیسی:Economic corridors) شبکه‌های یکپارچه ای از زیرساخت‌ها در یک ناحیه یا منطقه جغرافیایی هستند که برای تحریک توسعه اقتصادی طراحی شده‌اند. کریدورهای اقتصادی عوامل اقتصادی مختلف را در منطقه یا ناحیه جغرافیایی خاص به هم متصل می‌کنند. کریدورها ممکن است در داخل یک کشور یا بین کشورها ایجاد شوند. کریدورها در آسیا، آفریقا، و دیگر مناطق جهان وجود دارند.
کریدورهای اقتصادی اغلب دارای زیرساخت‌های یکپارچه مانند بزرگراه‌ها، راه‌آهن و بنادر آبی هستند و ممکن است شهرها یا کشورها را به هم پیوند دهند. کریدورها ممکن است برای پیوند دادن مراکز تولید، مناطق با عرضه و تقاضای بالا و تولیدکنندگان کالاهای با ارزش افزوده ایجاد شوند. در صورت اجرا و تصمیم‌گیری برای ایجاد یک کریدور اقتصادی، کریدورهای اقتصادی اغلب یکی از مجموعه اقدامات مختلف از جمله توسعه زیرساخت‌ها، موافقت نامه‌های ترابری محلی یا بین‌المللی، تغییر در قوانین ویزا و استانداردسازی را شامل می‌شوند. در نظر گرفتن نیازهای اجتماعی، مانند مسکن نیز اغلب مورد توجه قرار می‌گیرد.
این اصطلاح برای اولین بار توسط بانک توسعه آسیایی و در سال ۱۹۹۸ میلادی ابداع شد.
در عمل، اصطلاح «کریدورهای اقتصادی» اغلب برای اشاره به بزرگراه‌های جاده ای استفاده شده‌است. کریدور اقتصادی چین و پاکستان به عنوان مثال برای اتصال شبکه‌های حمل و نقلی آغاز به کار و کرده و ساخت چندین نیروگاه را نیز شامل می‌شود. اخیراً بر نیاز به پیوند واضح زیرساخت‌های خطی (مانند جاده‌ها) به فعالیت‌های اقتصادی فضایی وسیع‌تر تأکید شده‌است و نمونه‌ای از آن را می‌توان در کریدور ABEC (کریدور اقتصادی آلماتی-بیشکک) دید.

## نمونه‌هایی از کریدورهای اقتصادی
- دالان اقتصادی پاکستان چین
- راه‌گذر بین‌المللی شمال–جنوب